# 史應選
史應選（？—？），字念沖，河南懷慶府河內縣人，軍籍，明朝政治人物。

## 生平
萬曆四十年（1612年）壬子科河南鄉試舉人，四十四年（1616年）丙辰科二甲第十名進士。授開州知州，升江西按察司副使、兵備南瑞。
著有《周易來注》，並與弟史應聘根據《周易》編撰《河洛理數．歲運六十四卦訣》三卷，為後代術數家所推崇。